# MFB Csoport
Az MFB Csoport egymással szorosan együttműködő, jellemzően pénzügyi szolgáltatást nyújtó társaságokból áll. A Diákhitel Központ Zrt. a hallgatói hitelezés, az MFB Invest Zrt. az egyedi tőkefinanszírozás és a városfejlesztési tőkealapok, a Garantiqa Hitelgarancia Zrt. a vállalkozások számára nyújtott kezességvállalás, a Hiventures Kockázati Tőkealap-kezelő Zrt. a startup- és KKV-tőkefinanszírozás, a Magyar Követeléskezelő Zrt. a követeléskezelés és faktoring, míg az MFB Ingatlanfejlesztő Zrt. az ingatlanhasznosítás terén járul hozzá a közös stratégia megvalósításához.
Az MFB tulajdonosként vagy a tulajdonosi jogok gyakorlójaként vesz részt az MFB Csoport tagvállalatainak munkájában. Az MFB Csoport tagvállalatai az európai fejlesztési intézménycsoportok körében egyedülálló módon képesek a hitel, tőke és garancia eszközöket összehangoltan a hazai vállalkozások szolgálatába állítani. Ennek segítségével a versenyképes tudás megszerzésétől, az innovatív ötlet felkarolásán keresztül egészen a nemzetközi terjeszkedés kapujáig el tudnak kísérni egy magyar kezdeményezést. Kiemelt cél, hogy a vállalkozások minden életciklusában megoldást kínáljanak a piaci szereplők igényeire. Az MFB Csoport tagvállalatai feladataikat a kereskedelmi hitelintézetekkel, illetve pénzügyi közvetítőkkel együttműködésben látják el.

## Az MFB Csoport tagjai
- Magyar Fejlesztési Bank Zrt.[1]
- Diákhitel Központ Zrt.[2]
- MFB Invest Zrt.[3]
- Garantiqa Hitelgarancia Zrt.[4]
- Hiventures Kockázati Tőkealap-kezekő Zrt.[5]
- Magyar Követeléskezelő Zrt.[6]
- MFB Ingatlanfejlesztő Zrt.[7]

## Kritikák
Ellenzéki közgazdászok szerint az MFB csoport révén magántőkealapokba vándorolt 32 milliárd forint közpénz, amit eredetileg a magyar vállalkozások támogatására kellett volna költeni.